# Унгурень (Корбій-Марі, Димбовіца)
Унгурень, Унгурені (рум. Ungureni) — село у повіті Димбовіца в Румунії. Входить до складу комуни Корбій-Марі.
Село розташоване на відстані 49 км на захід від Бухареста, 38 км на південь від Тирговіште, 136 км на схід від Крайови, 120 км на південь від Брашова.

## Населення
За даними перепису населення 2002 року у селі проживали 2032 особи. Рідною мовою 2030 осіб (99,9%) назвали румунську.
Національний склад населення села:
| Національність | Кількість осіб | Відсоток |
| -------------- | -------------- | -------- |
| румуни         | 1995           | 98,2%    |
| цигани         | 35             | 1,7%     |